# Heckler & Koch P7
La P7 es una pistola semiautomática de 9 mm diseñada por Helmut Weldle y producida por Heckler & Koch GmbH (H&K) de Oberndorf am Neckar. Fue presentada al público por primera vez en 1976 como la PSP (Polizei-Selbstlade-Pistole- " pistola semiautomática de la policía").

## Historia
La decisión de equipar a la policía de Alemania Occidental con una pistola calibre 9 mm y reemplazar a las pistolas de 7,65 mm, fue impulsada después de la Masacre de 1972, en los Juegos Olímpicos de Múnich. La nueva pistola debía cumplir con los siguientes requisitos: utilizar el cartucho 9 x 19 Parabellum, no pesar más de 1.000 g y que las dimensiones de la pistola no excedan 180 × 130 × 34 mm; debía tener una energía inicial de 500 J y una vida útil de al menos 10.000 disparos. La pistola también tenía que ser totalmente ambidiestra, segura para portar estando cargada, capaz de ser desenfundada rápidamente y lista para disparar al instante. Como resultado de una oferta competitiva de las fuerzas policiales alemanas, se seleccionaron tres pistolas diferentes para el servicio: la SIG Sauer P225 suiza (designada P6) y dos diseños alemanes, la P7 (designada oficialmente PSP) y la Walther P5.
La producción en serie de la P7 empezó en 1979. Poco después, la pistola fue adoptada por la unidad antiterrorista GSG 9 de la Policía Federal Alemana y formaciones de las fuerzas especiales del Ejército alemán. La P7 fue producida principalmente por H&K, pero también bajo licencia por la empresa de defensa griega Hellenic Arms Industry.[cita requerida] También fue producida en México por el Departamento de Industria Militar (DIM), como un arma para los oficiales generales y personal. La pistola también se exportó a varios países.

## Detalles de diseño

### Mecanismo operativo

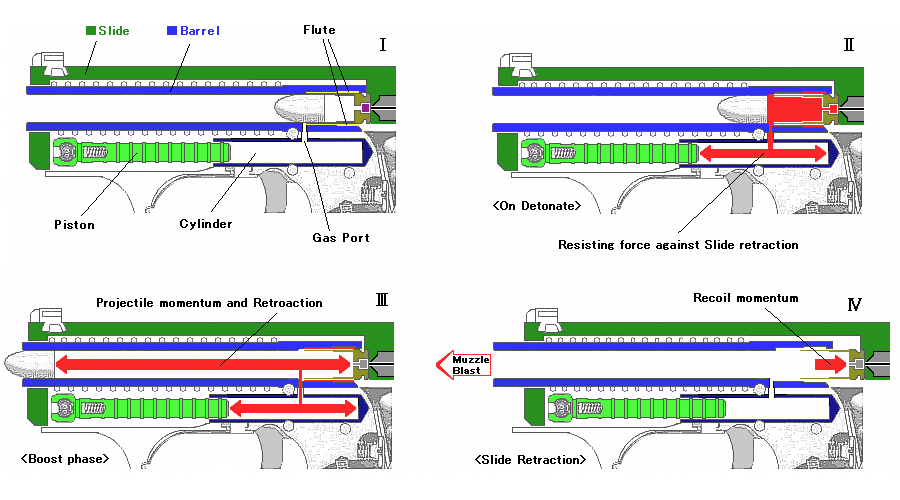
Esquema del sistema de recarga por retroceso retrasado mediante los gases del disparo de la HK P7

La P7 es una pistola semiautomática accionada por retroceso. Tiene un singular sistema de acerrojado accionado mediante retroceso retrasado por los gases del disparo, basado en el del prototipo de la pistola suiza Pistole 47 W+F (Waffenfabrik Bern) y finalmente en el sistema Barnitzke, que había sido empleado por primera vez en el Volkssturmgewehr 1-5, que emplea la presión de los gases del disparo desviados por una pequeña portilla situada delante de la recámara para retrasar el movimiento hacia atrás de la corredera. Esto se logra mediante un pistón contenido en un cilindro situado debajo del cañón, que se opone al movimiento de la corredera hacia atrás hasta que la presión baje-después que la bala haya salido del cañón-permitiendo así que la corredera termine de retroceder, abriento la recámara y eyectando el casquillo vacío.
La recámara tiene 18 estrías que ayudan durante el proceso de extracción, al permitir que los gases del disparo fluyan entre el casquillo y las paredes de la recámara, evitando que el casquillo se "pegue" a estas. La desventaja de este sistema es que la recámara se "abre" algo prematuramente para permitir que la corredera inicie su retroceso. Los gases muy calientes que iban a través de un tubo situado de debajo de la recámara y encima del gatillo hacían que las primeras versiones de esta pistola sean incómodas, según algunos, después de disparar dos cargadores debido al calentamiento. Las ventajas de este sistema son un proceso de fabricación más sencillo debido a la ausencia de un sistema de acerrojado y a la alta precisión mecánica por tener su cañón fijado al armazón; el cañón no efectúa ningún tipo de movimiento lateral o vertical durante el ciclo operativo como el usual sistema Browning empleado en muchas pistolas con recámara acerrojada.

### Características
El extractor accionado por resorte de la P7 está dentro de la corredera, mientras que el eyector fijo es una superficie sobre el retén de la corredera.
La empuñadura de esta pistola tiene un seguro de presión incorporado en su parte frontal. Antes de disparar, este seguro debe ser presionado. La pistola dispara mediante percutor lanzado. Al presionar el seguro con una fuerza de 70 N, se arma el percutor. Estando completamente presionado, solo se necesitan 2 libras de fuerza para mantener armartillada la pistola. Entonces se dispara al apretar el gatillo de una sola etapa con una fuerza aproximada de 20 N. Mientas el seguro se mantenga presionado, la pistola disparará como cualquier otra. Si el seguro es soltado, el arma se desamartillará de inmediato y no podrá dispararse. Este método de operación elimina la necesidad de un seguro manual, al mismo tiempo que ofrece al usuario la seguridad necesaria para transportar la pistola cargada e incrementa la velocidad de desenfundado y disparo de esta. El gatillo y la forma de operación del mecanismo de disparo (así como el singular retén de la corredera) están protegidos por la Patente USPTO n.º 4132023, emitida el 2 de enero de 1979.
La P7 es alimentada desde un cargador extraíble con capacidad de 8 cartuchos, que es sostenido dentro del armazón de la pistola mediante un retén ubicado detrás de la base de la empuñadura. Después de disparar el último cartucho, la corredera quedará abierta gracias a un retén que puede soltarse al jalar la corredera o apretar el seguro de la empuñadura.
Esta pistola tiene un cañón fijo con estriado poligonal (hexagonal, con una tasa de rotación de 250 mm) y un alza fija con puntos de contraste que permiten dispararla en condiciones de baja iluminación. Es un arma completamente ambidiestra y puede dispararse empuñándola con ambas manos, gracias a su guardamanos agrandado.
Entre 1983 y 1983, la P7 recibió varias modificaciones, principalmente para dirigirse al mercado estadounidense y a las preferencias de los tiradores. Estas modificaciones dieron origen al modelo P7M8. Se le instaló una nueva palanca del retén del cargador (disponible a ambos lados del armazón) debajo del guardamonte, lo que obligó a los diseñadores a modificar el armazón de la pistola y su cargador. El guardamonte fue equipado con un escudo disipador de calor de polímero para proteger al tirador del sobrecalentamiento y se le añadió un anillo en el lugar del anterior retén del cargador. También se le cambió su percutor y su cojinete.

## Variantes

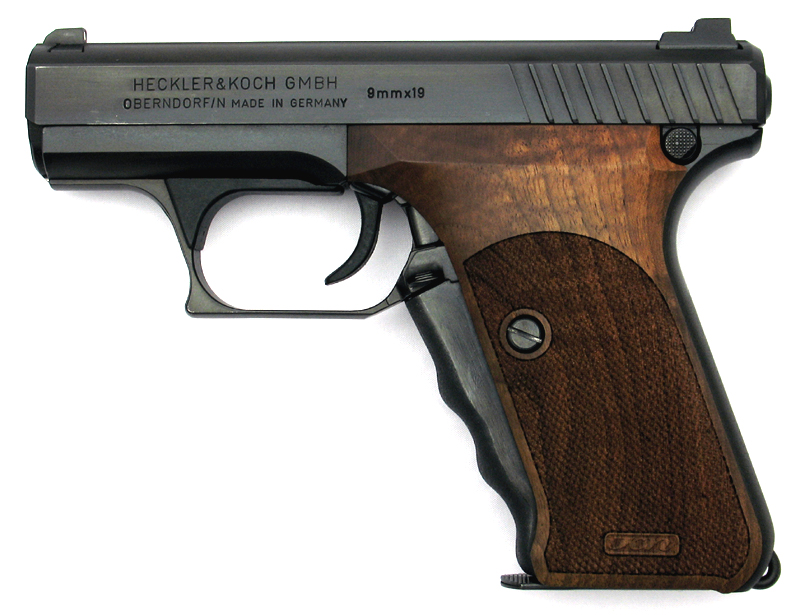
Una P7M8 con cachas de madera Karl Nill.

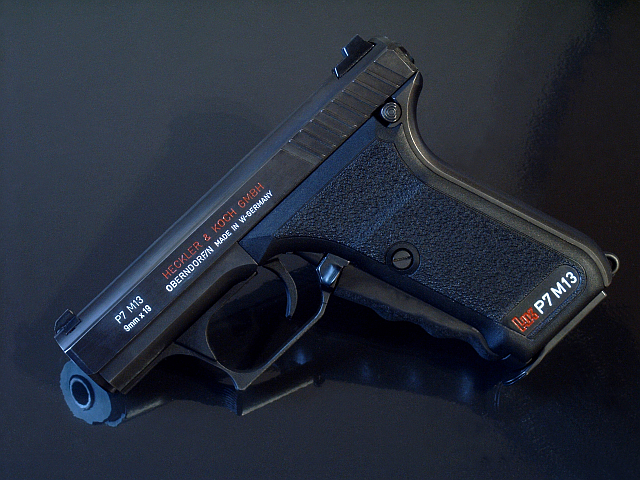
Una Heckler & Koch P7M13.

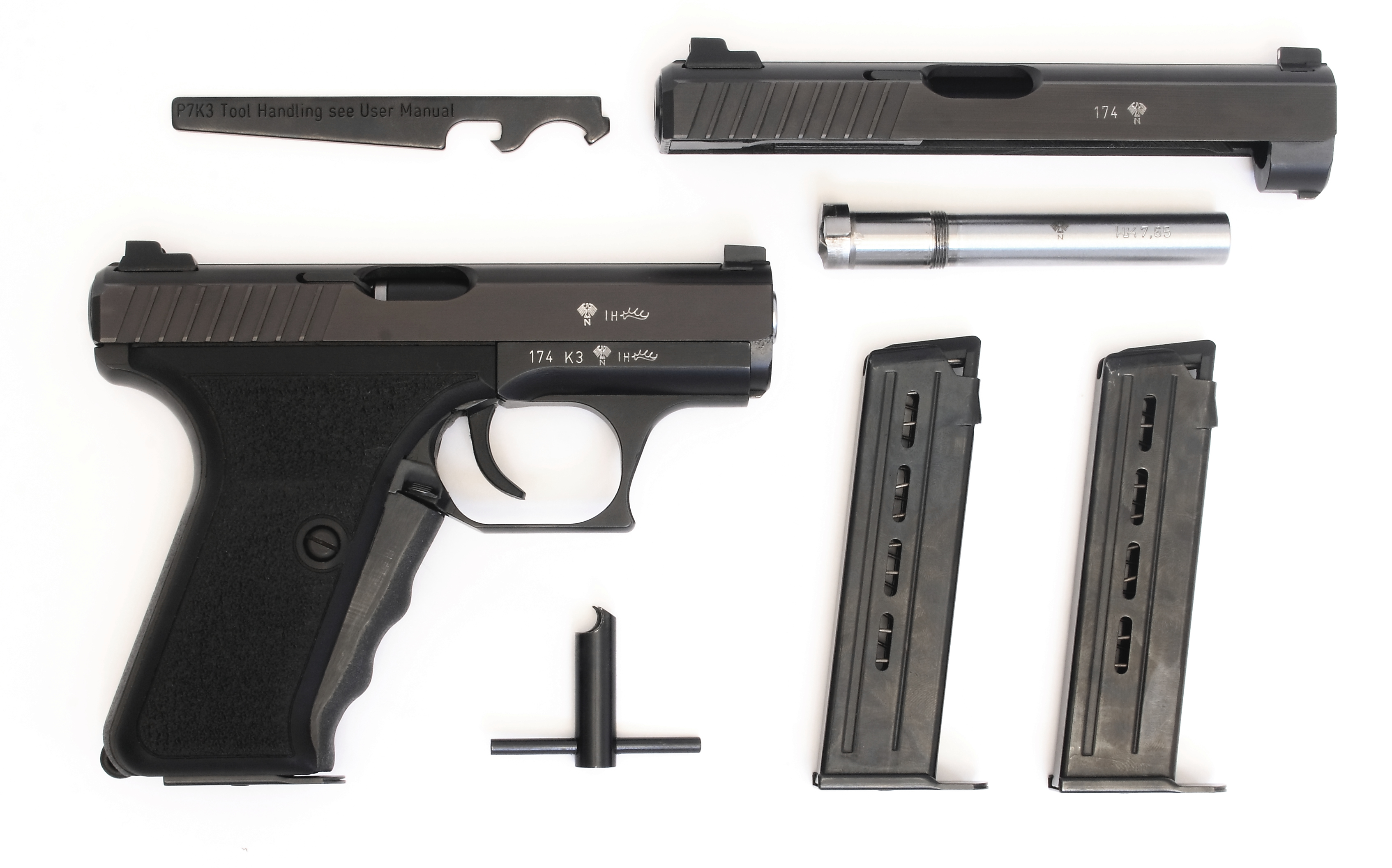
Una Heckler & Koch P7K3m con cañón y corredera para cartuchos .22 Long Rifle instalados. Se pueden ver la corredera y cañón para cartuchos 7,65 x 17 Browning, así como dos cargadores, la herramienta de cambio y el raspador de hollín.

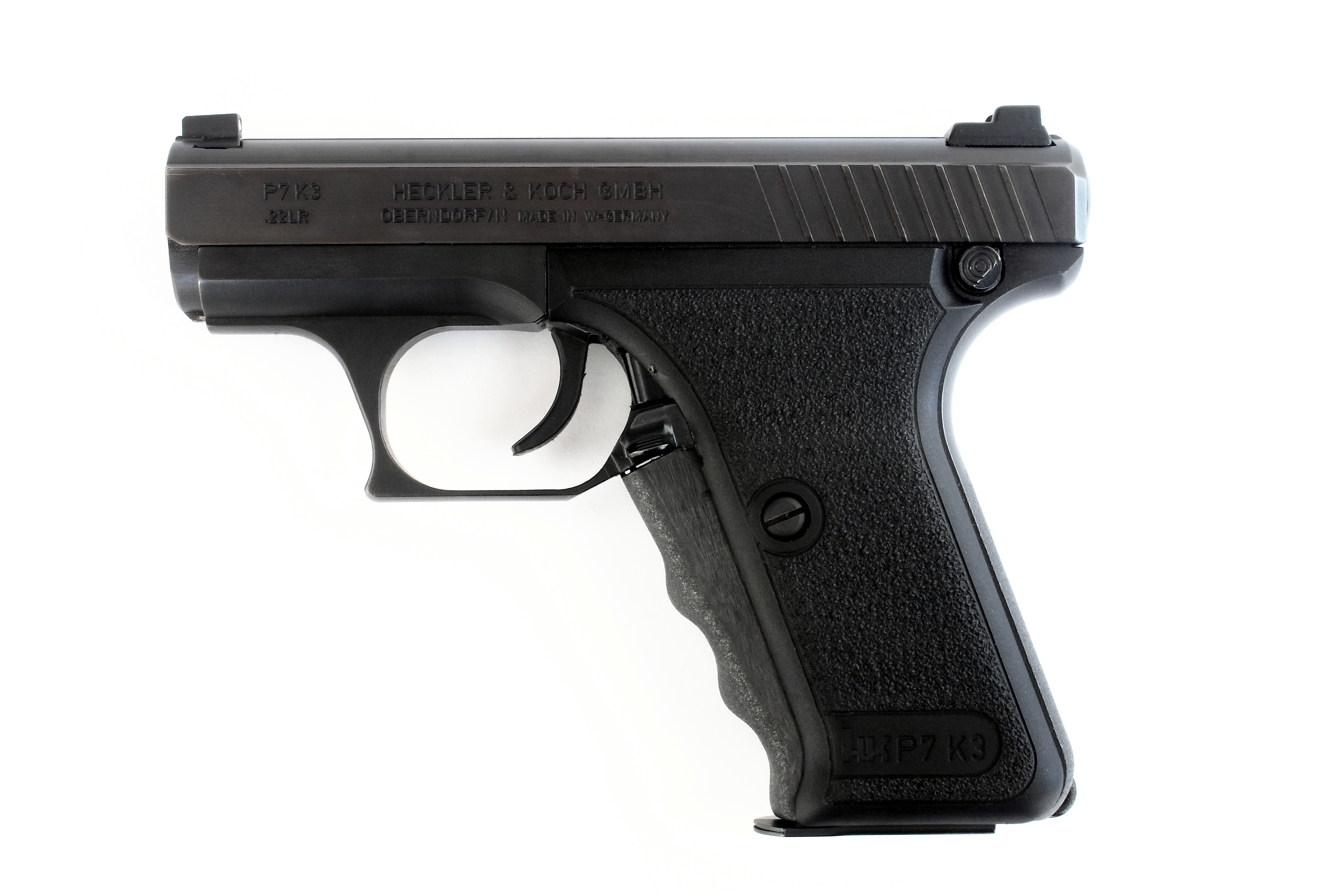
Una Heckler & Koch P7K3

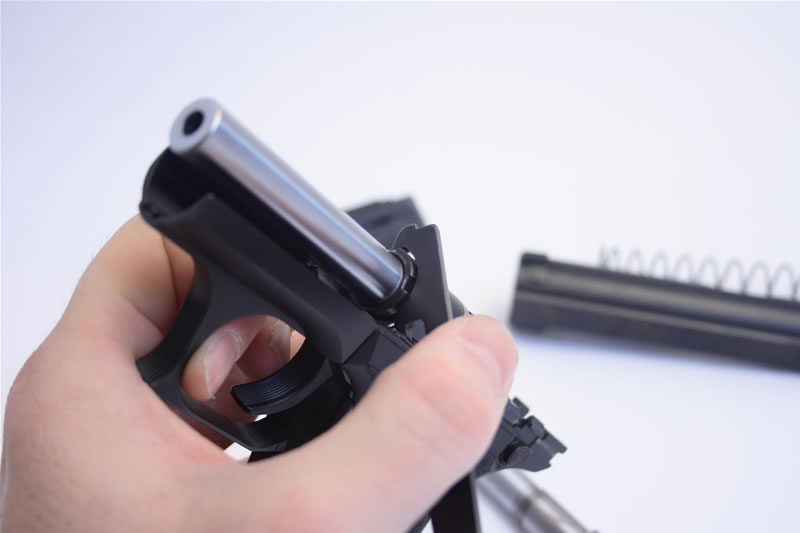
Ajustando la tuerca del cañón de una Heckler & Koch P7K3 con la herramienta de cambio para instalar un cañón de 7,65 mm.

A partir de la P7 se construyeron otras variantes: la P7PT8, la "P7M8", la P7M13, la P7K3, la P7M10 y la P7M7, de las cuales ninguna se encuentra en producción. La producción de la P7 con el retén del cargador en la base de la empuñadura cesó en 1997, con la pistola que llevaba el código de fechado KH, el marcaje "P7" en las cachas y el marcaje "PSP" en la corredera.
La P7PT8 es una pistola de entrenamiento accionada por retroceso, modificada para disparar el cartucho 9 x 19 PT (fabricado por Geco) que monta una bala de plástico (con un peso de 0,42 g). Se le instala un adaptador de "recámara flotante" dentro de su cañón, que incrementa el retroceso, para poder usarlo con el cartucho especial. Estas pistolas están marcadas con puntos azules a ambos lados de la corredera, para distinguir a la P7PT8 de otras pistolas P7 que utilizan cartuchos letales. Se han producido unas 200 pistolas de este modelo, que son principalmente empleadas para simular disparos en espacios cerrados.
La P7M8 es la contraparte de la P7 equipada con guardamonte agrandado, gatillo alargado, escudo disipador de calor, retén del cargador accionado mediante el pulgar, alza agrandada, cojintete del percutor prominente y anillo para correa. Su producción empezó en 1983 y continuó hasta 2007. El último lote de 500 pistolas P7M8 se produjeron con el código de fechado AH (año 2007). Cada una está marcada en el lado derecho de la corredera con "X de 500". Además del marcaje de la corredera, no se añadieron otras características o accesorios a estas pistolas. Para celebrar los 25 años de producción de la P7, la Heckler & Koch ofreció un lote  limitado de la P7M8 edición "Jubileo". Solamente se fabricaron 500 unidades. Dentro de su empaque venía una caja de exhibición hecha de madera y con cerradura, una moneda del desafío P7 y marcajes especiales. En la parte superior izquierda de la corredera estaba grabado el nombre de su diseñador (Helmut Weldle) y 1 von 500 (1 de 500, en alemán). Las cachas de madera eran hechas por Karl Nills y tenían el logotipo de la Heckler & Koch.
La P7M13 es la contraparte de la P7 con cargador de doble hilera y capacidad para 13 cartuchos. Este modelo fue ofertado sin éxito al Ejército estadounidense. Se produjo en cantidades limitadas la variante conocida como P7M13SD exclusivamente para las Fuerzas Especiales alemanas, que tenía un cañón más largo (en comparación con la P7M13) y roscado, así como un silenciador.
La P7K3 es una versión acortada de la P7 (inspirada por la pistola HK4), que es accionada por retroceso. Esta versión tiene un cañón desmontable y emplea un amortiguador hidráulico en lugar del cilindro de gas. Después de cambiarle el cañón y su cargador, puede disparar los cartuchos 9 x 17 Corto o 7,65 x 17 Browning, al igual que el cartucho .22 Long Rifle después de cambiarle la corredera, el cañón (con su adaptador de recámara flotante) y su cargador. El amortiguador hidráulico de la P7K3 es proclive a desgastarse y produce serios problemas de funcionamiento cuando está desgastado. La Heckler & Koch no produce amortiguadores de repuesto. Sin embargo, están disponibles algunos amortiguadores comerciales. Cuando se le instala la corredera y el cañón de 5,5 mm, el amortiguador no es accionado.
La corredera para cartuchos .22 LR tiene una abertura en la parte delantera que permite no accionar el amortiguador al disparar el arma. La Heckler & Koch incluye un raspador especial para el cañón de 5,5 mm. Esta herramienta es necesaria para limpiar el interior del adaptador de recámara flotante y facilitar su operación. También se ofrece una herramienta de cambio adicional, para ajustar y aflojar la tuerca que une el cañón al armazón. Se pueden ver ambas herramientas en la foto de la derecha.
La P7M10 fue introducida al mercado estadounidense en 1991. Dispara el cartucho .40 S&W y tiene un cargador de doble hilera con capacidad de 10 cartuchos. Teniendo en consideración al mercado estadounidense, se diseñó y creó la variante P7M7, que disparaba el cartucho .45 ACP. Sin embargo, no pasó de la etapa de prototipo debido al excesivo costo y complejidad de crear esta arma.

## Usuarios
- Alemania: Es empleada por la Policía Militar (Feldjäger).[17] También fue empleada por la Policía Federal Alemana (Bundespolizei) y varios departamentos de Policía.[16]
- Arabia Saudita: Emplea la P7M13 de 9 mm.
- Argentina: Es empleada por la Armada Argentina.[18]
- Bangladés: Fuerza Especial de Seguridad.[19]
- Corea del Sur: Emplea la variante P7M13. En servicio con el SWAT de la Policía Nacional de Corea.[20]
- Emiratos Árabes Unidos: Emplea la variante P7M13.[18]
- Estados Unidos: Es empleada por varios departamentos de Policía, incluyendo la Policía Estatal de Nueva Jersey (P7M8) y la Policía de Parques de Estados Unidos.[21]
- Francia[22]
- Grecia: Emplea la variante P7M8.[16] producida bajo licencia por Hellenic Arms Industry como la EP7 para la Fuerza Aérea Griega y las agencias policiales.[23][24]
- Islandia: Es empleada por el Víkingasveitin.[25]
- Líbano[22]
- Luxemburgo: La Unité Spéciale de la Police de la Policía Gran Ducal emplea la variante P7M13.[26][27]
- Malasia[22]
- México: Emplea la versión de producción local P7M13S, con la palanca del seguro ubicada en el lado derecho del armazón y creada bajo licencia en 1983 por el Departamento de la Industria Militar de la Dirección General de Fábricas de la Defensa.[2][28][29]
- Noruega: Emplea la variante P7M8.[18]
- Pakistán: Es empleada por el Ejército de Pakistán, así como por las Fuerzas Especiales.[30][31]
- Portugal:[22]
- República Democrática del Congo: Emplea la variante P7M13.[18]
- Singapur: Emplea la variante P7M8.[18]
- Uruguay: Emplea la variante P7M8.[18]